# Araneus liberiae
Araneus liberiae este o specie de păianjeni din genul Araneus, familia Araneidae. A fost descrisă pentru prima dată de Strand, 1906.
Este endemică în Liberia. Conform Catalogue of Life specia Araneus liberiae nu are subspecii cunoscute.